# Family-Islands-Nationalpark
Der Family-Islands-Nationalpark ist ein Nationalpark im australischen Bundesstaat Queensland. Er liegt nahe der Küste etwa in der Mitte zwischen Cairns und Townsville.

## Lage
Der Park besteht aus insgesamt neun Inseln: Wheeler Island, Coombe Island, Smith Island, Bowden Island und Hudson Island wurden 1936 zum Nationalpark erklärt, Kumboola Island 1939, Mung-Um-Gnackum und Portaboi Island 1954 und Dunk Island 1960. 1994 wurden die einzelnen Parks zum Family-Island-Nationalpark zusammengefasst.
Dunk Island ist mit 970 Hektar, von denen 730 Hektar im Nationalpark liegen, die mit Abstand größte Insel. Die übrigen Inseln sind deutlich kleiner, zwischen 49 Hektar (Coombe Island) und 2 Hektar (Mung-Um-Gnackum-Island).
Der Family-Island-Nationalpark ist Teil des Great Barrier Reef-Weltnaturerbe.

## Natürliche Gegebenheiten
Die Inseln gehörten zum Festland, bis der steigende Meeresspiegel die Verbindung zum Festland vor etwa 8.000 Jahren trennte.
Auf Dunk-Island fehlen größere Säugetiere, allerdings kommen verschiedene Fledermäuse und der Schnabeligel vor. Die Insel ist bekannt für die vielen vorkommenden Schmetterlinge wie den Cairns-Vogelfalter und den großen Ulysses-Falter (Papilio ulysses). Bemerkenswerte Vogelarten sind die Buschhühner und der Grünrücken-Nektarvogel.

## Tourismus
Camping-Möglichkeiten bestehen auf Dunk, Coombe and Wheeler Island, Hotels auf Dunk Island.

## Geschichte
Die Inseln erhielten ihre Bezeichnung von Kapitän James Cook, als er dieses Gebiet im Jahr 1770 erkundete. Zu dieser Zeit wurden die Inseln aber bereits lange von den Aborigine-Völkern der Bandjin und Djiru bewohnt bzw. zur Nahrungssuche aufgesucht. Die ersten europäischen Siedler ließen sich 1897 auf Dunk Island nieder.